# Edwin B. Willis
Edwin B. Willis (ur. 28 stycznia 1893 w Decatur, zm. 26 listopada 1963 w Los Angeles) – amerykański scenograf filmowy i dekorator wnętrz. Przez całą karierę związany z hollywoodzkim studiem Metro-Goldwyn-Mayer.
Ośmiokrotny laureat Oscara za najlepszą scenografię do filmów: Kwiaty pokryte kurzem (1941) Mervyna LeRoya, Gasnący płomień (1944) George’a Cukora, Roczniak (1946) Clarence’a Browna, Małe kobietki (1949) Mervyna LeRoya, Amerykanin w Paryżu (1951) i Piękny i zły (1952) Vincente Minnellego, Juliusz Cezar (1953) Josepha L. Mankiewicza i Między linami ringu (1956) Roberta Wise’a. Ogółem był nominowany do tej nagrody 32 razy.